# Symbellia stigmatica
Symbellia stigmatica är en insektsart som beskrevs av Heinrich Hugo Karny 1910. Symbellia stigmatica ingår i släktet Symbellia och familjen Euschmidtiidae. Inga underarter finns listade i Catalogue of Life.